# Edward Lloyd (tenore)
Edward Lloyd (Londra, 7 marzo 1845 – Worthing, 31 marzo 1927) è stato un tenore inglese che eccelleva nelle esibizioni concertistiche e negli oratori ed è stato riconosciuto come legittimo successore di Sims Reeves come il più importante esponente di tenore per quel genere musicale durante l'ultimo quarto del XIX secolo.

## Biografia

### Formazione iniziale nella tradizione corale
Edward Lloyd nacque a Londra, in una famiglia di musicisti. Suo padre aveva, su invito, partecipato come controtenore a "Show Sundays" a Worthing quando i concerti corali erano diretti dal quattordicenne Sims Reeves. Il giovane Lloyd iniziò a cantare come corista all'Abbazia di Westminster e nel 1866 divenne membro di entrambe le cappelle del Trinity College e del King's College dell'Università di Cambridge. Nel 1869 entrò nel coro di St Andrew's, Wells Street (sotto Barnby) e fu ingaggiato alla Chapel Royal nel 1869-71. Nel 1871 cantò nella Passione secondo Matteo al Gloucester Festival ed attirò l'attenzione del pubblico. Non cantava mai in teatro, forse perché era basso di statura (Charles Santley lo sentì descrivere come "un gentile, grassoccio gentiluomo"). Nel 1873 fece la sua prima apparizione alla St James' Hall con la Royal Philharmonic Society. Nell'anno del suo ritiro nel 1900, meritò la medaglia d'oro della Society.

### Caratteristiche vocali
Herman Klein, che aveva ascoltato Lloyd all'inizio della sua carriera, era stato sorprendentemente colpito dalla sua voce e dalla sua prestazione. Ha definito la sua qualità "la più squisita", con un legato straordinariamente fluido, paragonabile al grande tenore Antonio Giuglini. "Quella di Edward Lloyd è una di quelle voci pure e naturali che non perdono mai la loro dolcezza, ma preservano il loro fascino finché c'è il respiro e la capacità di sostenerla. Il suo metodo è, per il mio pensiero, irreprensibile e il suo stile assolutamente inimitabile. La sua versatilità era superiore a quella di Sims Reeves, anche se non era mai stato un tenore di scena, perché era ugualmente a suo agio nella musica di ogni periodo e di ogni scuola.In Bach e Händel, nell'oratorio moderno, nell'aria italiana, nel Lied, romanze o ballate, era ugualmente capace di suscitare un'autentica ammirazione". La sua esibizione di "Love in her eyes sits playing" (Händel, Aci e Galatea) la definì "assolutamente insuperabile" e superiore a qualsiasi cantante Händeliano sentito in seguito. Questo elogio estremamente elevato venne da un critico estremamente perspicace. David Bispham lo considerava il più importante tenore della piattaforma concertistica.

### Gli Händel Festival e l'eredità di Reeves
Nel 1877 quando Sims Reeves si ritirò dal suo impegno al Festival Triennale di Händel al Crystal Palace per le polemiche relative alla tonalità del concerto, Lloyd fu ingaggiato al suo posto. Si era esibito lì in Aci e Galatea nel 1874 e partecipò a tutti i festival successivi fino al suo pensionamento nel 1900. In queste esibizioni davanti a un vasto pubblico in quell'immenso spazio, la sua bella voce risonante e nitida echeggiava meravigliosamente. Questi festival potevano comprendere esecuzioni complete del Messiah, Israele in Egitto e Giuda Maccabeo nelle notti successive, ognuna delle quali richiedeva eccezionali capacità al tenore (ma estremamente gratificanti per chi fosse adatto al compito). La prima registrazione "live" di un concerto britannico fu fatta al Crystal Palace Festival del 1888 di Israele in Egitto, in cui Lloyd era il tenore principale, anche se sfortunatamente le selezioni sulle tre le incisioni dei cilindri di cera sopravvissuti non contengono nessuna delle sue effettive capacità canore.

### Creatore di ruoli negli Oratori
Lloyd creò molti dei grandi ruoli di tenore nell'oratorio del tardo Vittoriano e nelle opere per concerti. Negli Hallé Concerts di Manchester apparve con Charles Santley e Anna Williams nella prima esecuzione di un oratorio di Edward Hecht. Più significativamente creò i ruoli da protagonista in The Martyr of Antioch (Leeds Festival 1880) e The Golden Legend (1886) di Arthur Sullivan; in Judith (1888) e King Saul di Hubert Parry e in La rédemption (Birmingham Triennial Music Festival, 1882) e Mors et Vita (1884) di Charles Gounod. Lloyd fu, quindi, interamente identificato con le più grandi opere del Dramma Musicale Sacro così caratteristico della sua epoca.

### I primi anni 1890 a Londra

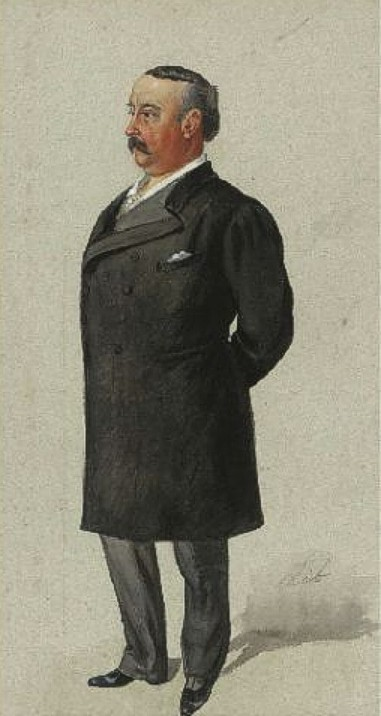
Lloyd in una caricatura di Lib per Vanity Fair, 1892

#### Oratorio
Lloyd fu molto attivo durante il periodo d'oro dei giorni della critica di George Bernard Shaw. Shaw pensò a Lloyd nella sua migliore vena nel St. Paul di Mendelssohn al Crystal Palace nel novembre 1889; nel giugno del 1890 trovò la rappresentazione di massa (3000 esecutori) un calvario, ma pensò che Edward Lloyd cantasse "senza colpa", mentre Watkin Mills e Mme Patey erano in ottima forma e Madame Albani era la solita. Shaw disprezzava i festival di massa, ma di solito ammirava molto Lloyd. Nel giugno del 1891 al Crystal Palace, se Santley era l'eroe del momento, Lloyd fu delizioso cantando in Love in her eyes sits playing e in uno dei Chandos Anthems. Ma non era in forma per The enemy said la sera seguente, anche se dovette ripeterlo, e sostenne la sua reputazione.
Lloyd fu nuovamente bravo a Birmingham in ottobre e in un'aria da concerto di Mozart a dicembre, durante la celebrazione del centenario. Nel giugno del 1892 una proposta del Crystal Palace per un Sansone di Händel fu sostituita dal ben noto Giuda Maccabeo per risparmiare a Lloyd la difficoltà del nuovo ruolo. Comunque il Giuda riuscì bene, con la solita formazione di Santley, Lloyd, Albani e Patey. Apparve il 2 dicembre 1893 all'inaugurazione ufficiale della Queen's Hall, nell'Inno di Lode di Mendelssohn, con Madame Albani e Margaret Hoare, sotto la direzione di Frederick Cowen. Nel 1894 fu di nuovo Love in her eyes che Lloyd cantò alla perfezione, anche se lui, Madame Albani, Ben Davies e Nellie Melba dovettero concedere il primo posto all'apprezzamento popolare di Charles Santley, che ricevette stupendi applausi. Durante il Giubileo della domenica 1897 eseguì l'Inno di Lode di Mendelssohn con Madame Albani e Agnes Nicholls.

#### Concerti d'opera
Lloyd ebbe un'ovazione alla St James's Hall per la Scena della forgiatura di Sigfrido nel luglio del 1888 sotto Hans Richter. L'orchestra filarmonica gli diede un accompagnamento "banale" nella narrazione del graal di Lohengrin nel gennaio 1889 e nella fucina di Sigfrido la sua risata era troppo educata, "quasi l'urlo esultante di un giovane gigante sull'incudine" e William Nicholl era stonato come Mime. Nel luglio del 1889 anche la meravigliosa direzione di Richter della La damnation de Faust di Berlioz non poté (per Shaw) riscattare la "manomissione arbitraria" di Lloyd e l'"alterazione fastidiosamente volgare" di passaggi importanti e anche nelle esibizioni di pochi anni dopo non lo dimenticò, sebbene abbia ammesso che Lloyd aveva stabilito uno standard nel lavoro.
Nel marzo del 1890 il suo "Preislied" dai I maestri cantori di Norimberga fu l'attrazione principale del Crystal Palace. Nel luglio del 1890 Lloyd "cantò bene", ma tendeva allo "sciovinismo", alla "affettata pietà" e al "sentimentalismo" nel terzo atto del Lohengrin di Richter, ma "non era Lohengrin". Nel marzo del 1891 il suo Tannhäuser in una esecuzione in concerto dell'ultimo atto fu "oltremodo cavillosa". Al concerto di Richter del giugno 1891 cantò la Narrativa di Roma dal Tannhäuser e la musica della Forgiatura di Sigfrido "in modo molto armonioso e scorrevole, senza tuttavia rinunciare per un momento al suo personaggio originale di Mr. Edward Lloyd". Nei tre atti di Lohengrin e Tannhäuser, ripetuti alla Queen's Hall nel maggio 1894, Lloyd "cantò un po' alla galleria con uno stile di declamazione non proprio classico, benché sufficientemente sincero ed efficace".

### Elgar:CaractacuseGeronte
Come creatore di ruoli sacri, fu naturale sceglierlo per dare le prime interpretazioni dei ruoli principali del Caractacus e del Il sogno di Geronte di Elgar (1898), in cui la forma si liberò completamente dalle vecchie "Cantate sacre" (un termine che Elgar vietò espressamente vietò con riferimento a Geronte) È noto che la prima rappresentazione di quest'ultimo, avvenuta il 3 ottobre 1900 sotto la direzione di Hans Richter al Festival di Birmingham, fu un disastro. Dopo aver creato Caractacus, Lloyd si era adattato all'idioma musicale di Elgar. Era certamente molto nervoso e, lungi dal sottovalutare il compito, soffrì di una grande ansia in questa occasione, essendo vicino alla fine della sua carriera e non con una voce particolarmente buona. La lunga e faticosa natura del ruolo ed il frequente alzarsi per cantare e sedersi di nuovo, ebbero un effetto sfortunato.
In quella rappresentazione, Harry Plunket Greene cantò i ruoli da baritono e l'angelo fu cantato da Marie Brema. Geronte non fu solo il perno della carriera di Elgar come compositore, ma un evento trasformativo nella storia della musica. La carriera di Lloyd, radicata in un vecchio linguaggio musicale, era ormai quasi completa e quel lavoro fu lasciato a una generazione più giovane, in particolare ai tenori John Coates e Gervase Elwes, per immortalare sia la nuova dinamica della musica, sia se stessi, nella sua piena realizzazione spirituale. Elgar sperava ancora che Edward Lloyd apparisse in un festival al Covent Garden nel marzo 1904 (per inserire Geronte, The Apostles e Caractacus), ma il suo desiderio rimase insoddisfatto: "il grande uomo non riemergerà". Al suo posto John Coates prese i primi due ruoli e Lloyd Chandos il terzo.

### Addio alle scene
Dopo quasi trent'anni davanti al pubblico Edward Lloyd diede il suo concerto d'addio alla Royal Albert Hall nel dicembre 1900, due mesi dopo la première di Geronte. Herman Klein disse che, come il suo grande predecessore Sims Reeves (che era morto nell'ottobre del 1900), sebbene Lloyd fosse piuttosto diverso da lui nelle caratteristiche della voce e nel metodo, entrambi erano un esempio degli attributi più puri del bel canto e sostenevano le migliori tradizioni della scuola inglese dell'oratorio.
Klein lo considerava più versatile di Reeves, in teatro in ogni periodo e nell'insegnamento della musica. In Bach and Händel, nell'oratorio moderno, nelle arie italiane, nei Lied, nelle romanze e ballate, era ugualmente capace di suscitare ammirazione: e poteva declamare Wagner con una bellezza di tono, una pienezza di espressione drammatica, e una chiarezza di enunciazione che faceva urlare il suo il pubblico tedesco di Londra per lo stupore e la gioia. Richter riteneva di essere stato il primo tenore a rendere giustizia al Preislied dei Maestri cantori.
Nel febbraio del 1907 posò ufficialmente la prima pietra nel sito della fabbrica ad Hayes nel Middlesex della Gramophone Company, Ltd (successivamente HMV). Ritornò dalla pensione per cantare all'incoronazione di Giorgio V nel 1911 e ad un concerto di beneficenza nel 1915. Morì a Worthing.

## Registrazioni: discografia
I seguenti dischi furono realizzati da Lloyd per la Gramophone Company. Essi danno un buon esempio del suo repertorio di ballate a questa data (1904-11), con pezzi fondamentali del suo Händel, Mendelssohn, Wagner, Gounod, Balfe e Sullivan. Questa lista è probabilmente completa.
- 3-2024 I'll sing thee songs of Araby (Clay). 1904
- 3-2025 Tom Bowling (Dibdin). 1904
- 3-2026 The Holy City (Adams). 1904
- 3-2027 The Death of Nelson (Braham). 1904
- 3-2028 Alice, where art thou? (Asher). 1904
- 3-2029 Let me like a soldier fall, Maritana (Wallace). 1904
- 3-2081 When all the world is fair (Cowen). 1904
- 3-2082 The sea hath its pearls (Cowen). 1904
- 3-2083 When other lips, Bohemian Girl (Balfe). 1904
- 3-2085 If with all your hearts, Elijah (Mendelssohn). 1904
- 3-2086 Lend me your aid, Reine de Saba (Gounod). 1904
- 3-2087 The maid of the mill (Clay). 1904
- 3-2294 Bonnie Mary of Argyle (Landon Ronald, pno). 1905
- 3-2299 The minstrel Boy (Moore).1905
- 3-2801 If with all your hearts, Elijah (Mendelssohn). 1906–07
- 3-2802 Then shall the righteous shine, Elijah (Mendelssohn). 1906–07
- 3-2855 Come, Margherita, come, Martyr of Antioch (Sullivan). 1907
- 3-2856 Awake, awake (Piatti). 1907
- 3-2865 Alice, where art thou? (Asher). 1907
- 3-2870 The song of the south (E Lloyd). 1907
- 3-2889 A farewell (Liddle). 1907
- 3-2922 The sea hath its pearls (Cowen). 1907–08
- 3-2938 Bonnie Mary of Argyle (Nelson). 1908
- 02062 Lend me your aid, Irene (Gounod). 1905
- 02063 Prize song, Meistersinger (Wagner). 1905
- 02087 Fleeting years (Greene). 1907
- 02088 Come into the garden, Maud (Balfe). 1907
- 02090 Sing me to sleep (Greene). 1907
- 02095 I'll sing thee songs of Araby (Clay). 1907
- 02101 The minstrel boy (Moore). 1907
- 02118 (a) Songs my mother taught me (Dvořák),(b) Tune thy strings, o gipsy (Dvořák). 1908
- 02123 Sound an alarm, Judas Maccabaeus (Händel). 1908
- 02139 The star of Bethlehem (Adams) 1908
- 02157 The Holy City (Adams). 1908
- 04792 Rejoice in the Lord (J F Bridge). 1911